# Propalticus sechellarum
Propalticus sechellarum is een keversoort uit de familie Propalticidae. De wetenschappelijke naam van de soort is voor het eerst geldig gepubliceerd in 1922 door Scott.
De soort is waargenomen op de Seychellen.